# Baptistička crkva Zagreb Malešnica
Baptistička crkva Zagreb Malešnica baptistička je crkva koja se nalazi u zagrebačkoj četvrti Stenjevcu u naselju Malešnici. Punopravna je članica Saveza Baptističkih crkava u Republici Hrvatskoj. U ovom se prostoru vjernici okupljaju od 1998. godine, nakon što je za potrebe otvaranja nove baptističke crkve kupljen prostor.

## Povijest baptista na zapadu Zagreba
Krajem 1980-ih i početkom 1990-ih godina na zapadnom se dijelu Zagreba počinje okupljati skupina baptista pod vodstvom Mihaela Kreke te misionarske obitelji Vanderwerf. Otvaraju misionarsku udrugu Susret koja postaje platforma za društvene, duhovne i humanitarne aktivnosti. Udruga je »humanitarno djelovala« za vrijeme Domovinskog rata te Rata u Bosni i Hercegovini od 1991. do 1996. godine.
Vjernici su se okupljali u različitim unajmljenim prostorima na zapadu Zagreba sve dok u naselju Malešnici ne kupuju vlastiti prostor.

## Kuća nade
Kuća nade, zgrada crkve u Gajnicama, prvotno je bila u vlasništvu države, a koristilo ju je Ministarstvo unutarnjih poslova za smještaj Policijske ispostave PS Gajnice. Krajem 1998. godine ispostava je napuštena, a MUP je Središnji ured za upravljanje državnom imovinom obavijestio da nekretnina više nije u uporabi. Godina 2008. te 2010. provedeni su javni natječaji za prodaju, no u oba slučaja nije zaprimljena niti jedna ponuda.
Uslijed toga, Baptistička Crkva zatražila je pristup objektu s namjerom obnove vlastitim sredstvima. Nakon odobrenja Ministarstva državne imovine u ožujku 2017. godine, MUP je 5. veljače 2018. godine s Crkvom sklopio desetogodišnji sporazum o korištenju nekretnine, uz mogućnost produljenja sporazuma nakon isteka roka. Ugovor obvezuje Crkvu da, osim obnove, provodi integracijske programe za azilante i druge građane: privremeni smještaj za do 10 osoba, tečaj hrvatskog jezika i kulture, mentorstvo, edukaciju, radionice i slične aktivnosti.
Za obnovu zgrade Crkva je do lipnja 2019. godine utrošila oko 120 tisuća eura. U to se vrijeme organizirala i tribina na zahtjev građana, među kojima su neki bili sumnjičavi o smještaju azilanata u svome naselju. Tribina je zaključila da se treba oformiti Zbor građana te održati očitovanje o podršci projektu Kuće Nade.
U obnovljenoj je zgradi 2021. godine na koncu otvorena Kuća nade koja organizira razne programe za ranjive društvene skupine.

### Raspored
Zgrada ima dva kata i podrum. Donji kat uređen je za potrebe triju velikih učionica, a na gornjem je katu organizirano pet soba za smještaj. Pri obnovi je dograđena i »pomoćna prostorija«, koja je zamišljena kao centar za psihološku pomoć i mjesto molitve. U podrumu je zamišljena kuhinja.

## Galerija
- Ulaz u crkvu

## Vanjske poveznice
- Baptistička crkva Zagreb-Malešnica, FINA